# Чемпионат мира по лёгкой атлетике 2013
XIV чемпионат мира по лёгкой атлетике проходил в Москве с 10 по 18 августа 2013 года. Соревнования проходили на стадионе «Лужники». Для проведения соревнований были уложены новые беговые дорожки и постелен натуральный газон.
Россия и Москва впервые принимали летний чемпионат мира по лёгкой атлетике. В марте 2006 года в Москве в спорткомплексе «Олимпийский» прошёл 11-й чемпионат мира в помещении.
На проведение XIV чемпионата мира по лёгкой атлетике претендовали 4 города-кандидата: Барселона (Испания), Брисбен (Австралия), Тэгу (Республика Корея) и Москва. 27 марта 2007 года ИААФ объявила города, в которых пройдут чемпионаты 2011 и 2013 годов.                                                                                                                                          

## Общая информация
Соревнования в большинстве дисциплин проходили на олимпийском стадионе «Лужники» вместимостью 78 360 мест. Такие дисциплины как марафон и спортивная ходьба прошли на улицах города. В первые дни соревнований из-за большой вместительности стадиона появились вопросы о не самой хорошей посещаемости мероприятия среди москвичей. Многие зрители обращали внимание на целые пустующие сектора. В свою очередь организаторы мероприятия указали на то, что некоторые сектора были зарезервированы для участников соревнований (чтобы каждый участник мог наблюдать за любым соревнованием) и прессы. К концу чемпионата мира посещаемость заметно выросла, а в последние выходные стадион был практически забит до отказа.
За восемь вечерних сессий чемпионата мира по лёгкой атлетике, «Лужники» посетили — более 270 тыс. болельщиков. Это новый рекорд чемпионатов мира, предыдущее достижение принадлежало корейскому Тэгу, где в 2011 году за восемь первых дней чемпионата мира (из девяти) на стадион пришли 261 792 зрителей. С учётом почетных гостей, участников соревнований, представителей СМИ посещаемость «Лужников» за восемь дней составила более 380 тыс. человек.
Чемпионат был последним легкоатлетическим соревнованием на БСА «Лужники» — после реконструкции стадион стал чисто футбольным. Беговые дорожки со стадиона «Лужники» были постелены на стадионе «Спутник» в городе Кимры.

## Участники соревнований
Крайний срок подачи заявки на участие в чемпионате — 2 августа 2013 года. Всего было подано заявок 1974, среди которых 1106 мужчин и 868 женщин из 206 стран мира. Это делает чемпионат 2013 года самым крупным за всю историю проведения.
К соревнованиям не допускаются спортсмены моложе 16 лет. Юноши, возраст которых составляет 16 или 17 лет, могут участвовать во всех дисциплинах, за исключением десятиборья, марафона и спортивной ходьбы. Юниоры, которым 18 или 19 лет, участвуют во всех дисциплинах, кроме захода на 50 километров и марафона. Те, кто старше 20 лет, участвуют во всех дисциплинах.

### Отсутствующие спортсмены
Уже за месяц до начала соревнований стало известно, что на чемпионате мира не смогут выступить некоторые сильные легкоатлеты. Из-за проблем с подколенным сухожилием не смог выступить Йохан Блейк — действующий чемпион мира в беге на 100 метров. Действующий рекордсмен мира в беге на 800 метров Дэвид Рудиша недавно перенёс операцию на правом колене, поэтому не сможет выступить. Из-за беременности не смогут выступить Мэри Кейтани и Вивиан Черуйот. Из-за уличения в применении запрещённых препаратов от участия в чемпионате отстранены ямайские спринтеры Асафа Пауэлл, Вероника Кэмпбелл-Браун и Шерон Симпсон, а также американский спринтер Тайсон Гэй. Из-за беременности не принимала участие олимпийская чемпионка Ольга Рыпакова.

## Символика
На официальном логотипе чемпионата изображена прыгунья с шестом, силуэт которой срисован с Елены Исинбаевой. Талисманом является воробей.

## Призовой фонд
Общий призовой фонд чемпионата составляет 7 194 000 долларов США. За установление мирового рекорда выплачивается бонус в размере $100 000.
Личное первенство: Золотая медаль — $60 000, серебряная медаль — $30 000, бронзовая медаль — $20 000, 4-е место — $15 000, 5-е место — $10 000, 6-е место — $6000, 7-е место — $5000, 8-е место — $4000.
Эстафета (на команду): Золотая медаль — $80 000, серебряная медаль — $40 000, бронзовая медаль — $20 000, 4-е место — $16 000, 5-е место — $12 000, 6-е место — $8000, 7-е место — $6000, 8-е место — $4000.

## Результаты
Сокращения:

WR рекорд мира |
СR рекорд чемпионатов мира |
WL лучший результат сезона в мире |
NR национальный рекорд |
PB личный рекорд |
SB лучший результат сезона|
зелёным цветом в таблице выделены чемпионы мира 2011 года

### Мужчины
| Вид программы                     | Золото | Серебро                                                                                           | Бронза                                                                               |
| 100 метров Подробности            | Усэйн Болт — 9,77 SB Ямайка                                                                               | Джастин Гэтлин — 9,85 SB США                                                                      | Неста Картер — 9,95 Ямайка                                                           |
| 200 метров Подробности            | Усэйн Болт — 19,66 WL Ямайка                                                                              | Уоррен Уир — 19,79 PB Ямайка                                                                      | Кёртис Митчелл — 20,04 США                                                           |
| 400 метров Подробности            | Лашон Мерритт — 43,74 WL PB США                                                                           | Тони Маккей — 44,40 PB США                                                                        | Лугелин Сантос — 44,52 SB Доминиканская Республика                                   |
| 800 метров Подробности            | Мохаммед Аман — 1:43,31 SB Эфиопия                                                                        | Ник Симмондс — 1:43,55 SB США                                                                     | Аянлех Сулейман — 1:43,76 Джибути                                                    |
| 1500 метров Подробности           | Асбель Кипроп — 3:36,28 Кения                                                                             | Мэттью Центровиц — 3:36,78 США                                                                    | Йохан Кронье — 3:36,83 ЮАР                                                           |
| 5000 метров Подробности           | Мо Фара — 13:26,98 Великобритания                                                                         | Хагос Гебрхивет — 13:27,26 Эфиопия                                                                | Исайя Коэч — 13:27,26 Кения                                                          |
| 10 000 метров Подробности         | Мо Фара — 27:21,71 SB Великобритания                                                                      | Ибрахим Джейлан — 27:22,23 SB Эфиопия                                                             | Пол Тануи — 27:22,61 Кения                                                           |
| Марафон Подробности               | Стивен Кипротич — 2:09:51 Уганда                                                                          | Лелиса Десиса — 2:10:12 Эфиопия                                                                   | Тадесе Тола — 2:10:23 Эфиопия                                                        |
| Эстафета 4×100 метров Подробности | Ямайка — 37,36 WL · Неста Картер · Кемар Бэйли-Коул · Никель Ашмид · Усэйн Болт · Уоррен Уир · Ошан Бейли | США — 37,66 · Чарльз Силмон · Майк Роджерс · Муки Салаам · Джастин Гэтлин                         | Канада — 37,92 SB · Гэвин Смелли · Аарон Браун · Донте Ричардс-Квок · Джастин Уорнер |
| Эстафета 4×400 метров Подробности | США — 2:58,71 WL · Давид Вербург · Тони Маккей · Арман Холл · Лашон Мерритт · Джошуа Манс · Джеймс Харрис | Ямайка — 2:59,88 SB · Рушин Макдональд · Эдино Стил · Омар Джонсон · Джавон Фрэнсис · Джавер Белл |                                                                                      |
| 110 м с/б Подробности             | Дэвид Оливер — 13,00 WL США                                                                               | Райан Уилсон — 13,13 США                                                                          | Сергей Шубенков — 13,24 Россия                                                       |
| 400 м с/б Подробности             | Джехью Гордон — 47,69 WL NR Тринидад и Тобаго                                                             | Майкл Тинсли — 47,70 PB США                                                                       | Эмир Бекрич — 48,05 NR Сербия                                                        |
| Бег на 3000 м с/п Подробности     | Эзекиль Кембой — 8.06,01 Кения                                                                            | Консеслус Кипруто — 8.06,37 Кения                                                                 | Махидин Мехисси-Бенаббад — 8.07,86 Франция                                           |
| Ходьба на 20 км Подробности       | | Чэнь Дин — 1:21:09 SB Китай                                                                       | Мигель Анхель Лопес — 1:21:21 SB Испания                                             |
| Ходьба на 50 км Подробности       | Роберт Хеффернан — 3:37:56 WL Ирландия                                                                    | Джаред Таллент — 3:40:03 SB Австралия                                                             | Игорь Главан — 3:40:39 PB Украина                                                    |
| Прыжок в высоту Подробности       | Богдан Бондаренко — 2,41 CR =NR =WL Украина                                                               | Мутаз Эсса Баршим — 2,38 Катар                                                                    | Дерек Друэн — 2,38 NR Канада                                                         |
| Прыжок с шестом Подробности       | Рафаэль Хольцдеппе — 5,89 Германия                                                                        | Рено Лавиллени — 5,89 Франция                                                                     | Бьёрн Отто — 5,82 Германия                                                           |
| Прыжок в длину Подробности        | Александр Меньков — 8,56 WL NR Россия                                                                     | Игнисиус Гайса — 8,29 NR Нидерланды                                                               | Луис Ривера — 8,27 Мексика                                                           |
| Тройной прыжок Подробности        | Тедди Тамго — 18,04 WL NR Франция                                                                         | Педро Пичардо — 17,68 Куба                                                                        | Уилл Клэй — 17,52 SB США                                                             |
| Толкание ядра Подробности         | Давид Шторль — 21,73 SB Германия                                                                          | Райан Уайтинг — 21,57 США                                                                         | Дилан Армстронг — 21,34 SB Канада                                                    |
| Метание диска Подробности         | Роберт Хартинг — 69,08 WL Германия                                                                        | Пётр Малаховский — 67,21 Польша                                                                   | Герд Кантер — 65,19 Эстония                                                          |
| Метание копья Подробности         | Витезслав Веселы — 87,17 Чехия                                                                            | Теро Питкямяки — 87,07 Финляндия                                                                  | Дмитрий Тарабин — 86,23 Россия                                                       |
| Метание молота Подробности        | Павел Файдек — 81,97 WL PB Польша                                                                         | Кристиан Парш — 80,30 Венгрия                                                                     | Лукаш Мелих — 79,36 Чехия                                                            |
| Десятиборье Подробности           | Эштон Итон — 8809 WL США                                                                                  | Михаэль Шрадер — 8670 PB Германия                                                                 | Дамиан Уорнер — 8512 PB Канада                                                       |

### Женщины
| Вид программы                     | Золото                                                                                                  | Серебро                                                                                    | Бронза                                                                                              |
| 100 метров Подробности            | Шелли-Энн Фрейзер-Прайс — 10,71 WL Ямайка                                                               | Мюриэль Ауре — 10,93 Кот-д’Ивуар                                                           | Кармелита Джетер — 10,94 США                                                                        |
| 200 метров Подробности            | Шелли-Энн Фрейзер-Прайс — 22,17 Ямайка                                                                  | Мюриэль Ауре — 22,32 Кот-д’Ивуар                                                           | Блессинг Окагбаре — 22,32 Нигерия                                                                   |
| 400 метров Подробности            | Кристин Охуруогу — 49,41 NR Великобритания                                                              | Амантле Мончхо — 49,41 Ботсвана                                                            | |
| 800 метров Подробности            | Юнис Джепкоэч Сум — 1:57,38 PB Кения                                                                    |                                                                                            | Бренда Мартинес — 1:57,91 PB США                                                                    |
| 1500 метров Подробности           | Абеба Арегави — 4.02,67 Швеция                                                                          | Дженни Симпсон — 4.02,99 США                                                               | Хеллен Обири — 4.03,86 Кения                                                                        |
| 5000 метров Подробности           | Месерет Дефар — 14:50,19 Эфиопия                                                                        | Мерси Чероно — 14:51,22 Кения                                                              | Алмаз Аяна — 14:51,33 Эфиопия                                                                       |
| 10 000 метров Подробности         | Тирунеш Дибаба — 30:43,35 Эфиопия                                                                       | Глэйдис Чероно — 30:45,17 Кения                                                            | Белейнеш Олджира — 30:46,98 Эфиопия                                                                 |
| Марафон Подробности               | Эдна Киплагат — 2:25:44 Кения                                                                           | Валерия Странео — 2:25:58 SB Италия                                                        | Каёко Фукуси — 2:27:45 Япония                                                                       |
| Эстафета 4×100 метров Подробности | Ямайка — 41,29 WL CR · Керри Расселл · Керрон Стюарт · Скиллони Калверт · Шелли-Энн Фрейзер-Прайс       | США — 42,75 · Дженеба Тармо · Александрия Андерсон · Инглиш Гарднер · Октавиус Фриман      | Великобритания — 42,87 · Дина Эшер-Смит · Эшли Нельсон · Аннабель Льюис · Хейли Джонс               |
| Эстафета 4×400 метров Подробности | США — 3:20,41 SB · Джессика Бирд · Наташа Хастингс · Эшли Спенсер · Франсена Маккорори · Джоанна Аткинс | Великобритания — 3:22,61 SB · Эйлид Чайлд · Шана Кокс · Маргарет Адеойе · Кристин Охуруогу | Франция — 3:24,21 SB · Мари Гайо · Ленора Гийон-Фирмен · Мюриель Юрти · Флория Геи · Фара Анашарсис |
| 100 м с/б Подробности             | Брианна Роллинс — 12,44 США                                                                             | Салли Пирсон — 12,50 SB Австралия                                                          | Тиффани Портер — 12,55 PB Великобритания                                                            |
| 400 м с/б Подробности             | Зузана Гейнова — 52,83 WL NR Чехия                                                                      | Далайла Мухаммад — 54,09 США                                                               | Лашинда Димус — 54,24 США                                                                           |
| 3000 м с/п Подробности            | Милка Чемос Чейва — 9:11,65 WL Кения                                                                    | Лидия Чепкуруи — 9:12,55 PB Кения                                                          | София Ассефа — 9:12,84 SB Эфиопия                                                                   |
| Ходьба на 20 км Подробности       | |                                                                                            | Лю Хун — 1:28:10 Китай                                                                              |
| Прыжок в высоту Подробности       | | Бриджитта Барретт — 2,00 США                                                               | Анна Чичерова — 1,97 Россия                                                                         |
| Прыжок в высоту Подробности       | Рут Бейтиа — 1,97 Испания                                                                               | Бриджитта Барретт — 2,00 США                                                               | |
| Прыжок с шестом Подробности       | Елена Исинбаева — 4,89 SB Россия                                                                        | Дженнифер Сур — 4,82 США                                                                   | Ярислей Сильва — 4,82 Куба                                                                          |
| Прыжок в длину Подробности        | Бриттни Риз — 7,01 США                                                                                  | Блессинг Окагбаре — 6,99 Нигерия                                                           | Ивана Шпанович — 6,82 NR Сербия                                                                     |
| Тройной прыжок Подробности        | Катрин Ибаргуэн — 14,85 WL Колумбия                                                                     | Екатерина Конева — 14,81 Россия                                                            | Ольга Саладуха — 14,65 Украина                                                                      |
| Толкание ядра Подробности         | Валери Адамс — 20,88 Новая Зеландия                                                                     | Кристина Шваниц — 20,41 PB Германия                                                        | Гун Лицзяо — 19,95 Китай                                                                            |
| Метание диска Подробности         | Сандра Перкович — 67,99 Хорватия                                                                        | Мелина Робер-Мишон — 66,28 NR Франция                                                      | Ярелис Барриос — 64,96 Куба                                                                         |
| Метание копья Подробности         | Кристина Обергфёлль — 69,05 SB Германия                                                                 | Кимберли Микл — 66,60 PB Австралия                                                         | Мария Абакумова — 65,09 Россия                                                                      |
| Метание молота Подробности        | | Анита Влодарчик — 78,46 NR Польша                                                          | Чжан Вэньсю — 75,58 SB КНР                                                                          |
| Семиборье Подробности             | Анна Мельниченко — 6586 PB Украина                                                                      | Брианн Тейсен-Итон — 6530 PB Канада                                                        | Дафна Схипперс — 6477 NR Нидерланды                                                                 |

## Медальный зачёт
(Жирным выделено самое большое количество медалей в своей категории; принимающая страна также выделена)
| Место | Страна                   | Золото | Серебро | Бронза | Всего |
| ----- | ------------------------ | ------ | ------- | ------ | ----- |
| 1     | США                      | 8      | 13      | 5      | 26    |
| 2     | Ямайка                   | 6      | 2       | 2      | 10    |
| 3     | Кения                    | 5      | 4       | 3      | 12    |
| 4     | Германия                 | 4      | 2       | 1      | 7     |
| 5     | Эфиопия                  | 3      | 3       | 4      | 10    |
| 6     | Великобритания           | 3      | 1       | 3      | 7     |
| 7     | Россия                   | 2      | 2       | 3      | 7     |
| 8     | Китай                    | 2      | 2       | 2      | 6     |
| 9     | Польша                   | 2      | 1       | 0      | 3     |
| 10    | Украина                  | 2      | 0       | 2      | 4     |
| 11    | Чехия                    | 2      | 0       | 1      | 3     |
| 12    | Франция                  | 1      | 2       | 2      | 5     |
| 13    | Ирландия                 | 1      | 0       | 0      | 1     |
| 13    | Колумбия                 | 1      | 0       | 0      | 1     |
| 13    | Новая Зеландия           | 1      | 0       | 0      | 1     |
| 13    | Тринидад и Тобаго        | 1      | 0       | 0      | 1     |
| 13    | Уганда                   | 1      | 0       | 0      | 1     |
| 13    | Хорватия                 | 1      | 0       | 0      | 1     |
| 13    | Швеция                   | 1      | 0       | 0      | 1     |
| 20    | Австралия                | 0      | 2       | 1      | 3     |
| 21    | Кот-д’Ивуар              | 0      | 2       | 0      | 2     |
| 21    | Канада                   | 0      | 1       | 4      | 5     |
| 23    | Куба                     | 0      | 1       | 2      | 3     |
| 24    | Нигерия                  | 0      | 1       | 1      | 2     |
| 24    | Нидерланды               | 0      | 1       | 1      | 2     |
| 26    | Ботсвана                 | 0      | 1       | 0      | 1     |
| 26    | Венгрия                  | 0      | 1       | 0      | 1     |
| 26    | Италия                   | 0      | 1       | 0      | 1     |
| 26    | Катар                    | 0      | 1       | 0      | 1     |
| 26    | Финляндия                | 0      | 1       | 0      | 1     |
| 31    | Испания                  | 0      | 0       | 2      | 2     |
| 31    | Сербия                   | 0      | 0       | 2      | 2     |
| 33    | Джибути                  | 0      | 0       | 1      | 1     |
| 33    | Доминиканская Республика | 0      | 0       | 1      | 1     |
| 33    | Мексика                  | 0      | 0       | 1      | 1     |
| 33    | Эстония                  | 0      | 0       | 1      | 1     |
| 33    | ЮАР                      | 0      | 0       | 1      | 1     |
| 33    | Япония                   | 0      | 0       | 1      | 1     |
| Всего | Всего                    | 47     | 47      | 48     | 142   |

## Допинговый скандал
Согласно данным приведенным в Докладе независимой комиссии ВАДА под руководством  Ричарда Макларена на Чемпионат мира по лёгкой атлетике 2013 использовался централизованный процесс сокрытия и подмены допинг-проб.

## Чемпионат мира в филателии
В память об этих соревнованиях в ряде стран были выпущены почтовые марки:
- Гвинея-Бисау - номиналом 800 франков КФА
- Лесото - номиналом 7, 10 и 20 малоти
- Мозамбик - 5 марок номиналом 46 и 175 метикалов
- Россия - номиналом 14 р. 25 коп.
- Соломоновы острова - номиналом 7 и 35 долл.